# Asadabad, Afghanistan
Asadabad (persiska: اسعدآباد), tidigare Chaghasaray (چغسرای), är en provinshuvudstad i Afghanistan. Den ligger i provinsen Kunar, i den östra delen av landet, 837 meter över havet. Asadabad beräknades 2015 ha mellan 48 000 och 57 000 invånare.